# Jorge Babarovic Novakovic
Jorge Babarovic Novakovic (Punta Arenas, 29. siječnja 1933.)(19. siječnja prema je čileanski novinar hrvatskog podrijetla. 
Član je kruga Profesionalaca i poduzetnika hrvatskog podrijetla i Club de la Union de Punta Arenas.
Suvlasnik je dnevnog lista La Prense Austral iz Punta Arenasa odnosno izdavača La Prensa Austral Ltda (25%), zajedno s Franciscom Karelovicem Carem (75& vlasnik). Voditelj je odjela u Santiagu. Godine 1977. njegova je tvrtka La Prensa Austral Ltda kupila dnevni list El Magallanes , u kojem je suvlasnik s Estanislaom Karelovicem.
2003. dobio je nagradu Prensa Regional koju je po drugi put dodijelila Asociación Nacional de la Prensa, ANP. 
Nagradu je dobio zbog svog besprijekornog životopisa, njegova neprestana rada kao novinara i voditelja regionalnih novina, žilava branjenja slobode tiska i razvitku novinarske etike.
Bio je potpredsjednikom ANP-a. Ravnao je Nacionalnim kolegijem novinara (Colegio Nacional de Periodistas).